# Pierre Michel (peintre)
 (octobre 2011).
 (octobre 2011).
Si vous disposez d'ouvrages ou d'articles de référence ou si vous connaissez des sites web de qualité traitant du thème abordé ici, merci de compléter l'article en donnant les références utiles à sa vérifiabilité et en les liant à la section « Notes et références ».
Pour les articles homonymes, voir Pierre Michel et Michel.
Pierre Michel, né le 3 décembre 1924 à Porrentruy et mort le 28 mars 2009 à Delémont, est un artiste peintre suisse.

## Biographie
Pierre Michel est né à Porrentruy le 3 décembre 1924. Il dessine dès son plus jeune âge. Ses premiers enseignants à Porrentruy sont Poupon et Nicolet.
Il étudie ensuite aux Beaux-Arts à Bâle, en 1965 où il apprend la peinture auprès de Christ, le dessin auprès de Bodmer et Wieland et la sculpture auprès de Knöl. 
Dès 1950, il s'intéresse à la céramique et aux émaux sur cuivre. De 1955 à 2002, ses œuvres font l’objet de plus de 120 expositions personnelles dans le Jura et dans de nombreuses grandes villes de Suisse. Il participe également à de nombreuses expositions collectives en Suisse, en France et en Italie. 
En 1954 il devient membre de la société des peintres et sculpteurs jurassiens dès sa fondation. Il participe à quatre reprises à la biennale mondiale de l’émail à Limoges en France. 
Peintures murales : parois extérieures de l’hôtel du Bœuf à Delémont, école primaire à Châtillon et à Roches BE FOBB à Moutier. 
Il est inscrit au dictionnaire des artistes Bénézit tome 7, dès 1976. Sa peinture est consacrée aux paysages du Jura suisse, plus particulièrement aux Franches-Montagnes. Son œuvre est complétée par quelques coulages en bronze et plus de 200 pièces en céramique (assiettes, vases, plaques). Il se consacre aussi à la création d’enveloppes philatéliques. 
Il est décédé le 28 mars 2009 à Delémont où il résidait depuis 1951.